# Чираг (нефтегазовое месторождение)
Чираг (азерб. Çıraq) — нефтегазовое месторождение в Азербайджане в Каспийском море.
Расположено в 120 км к востоку от столицы Азербайджана Баку и является частью более крупного проекта Азери — Чираг — Гюнешли (АЧГ). Платформа добычи, бурения и добычи нефти «Чираг 1» находится в эксплуатации с 1997 года. «Чираг 1» занимается добычей ранней нефти с месторождения АЧГ. Западный Чираг планируется как продолжение проекта АЧГ.

## Чираг-1 и проект ранней нефти
С начала добычи в рамках проекта «Ранняя нефть» (EOP) средняя добыча нефти составляла от 100 000 до 150 000 баррелей в день (от 16 000 до 24 000 м3/сут). Он был признан первым масштабным нефтяным проектом в регионе Каспийского моря. Проект включал инвестиции в размере 200 миллионов долларов США от крупных финансовых институтов, таких как МФК и ЕБРР и включал разработку части нефтяного месторождения «Чираг», а именно реконструкцию существующей платформы «Чираг 1», строительство новых подводных трубопроводов, бурение эксплуатационных и водонагнетательных скважин; строительство Сангачальского терминала; строительство терминала отгрузки нефти в Супсе (Грузия), а также завершение строительства экспортных трубопроводов и объектов в Азербайджане и Грузии.

### Право собственности
Оператором EOP выступила дочерняя компания Amoco – AmocoCaspian Sea Petroleum Ltd. В партнерство также вошли компании из США, России, Турции, Великобритании, Норвегии, Японии и Азербайджана.
| Компания                                 | Доля |
| ---------------------------------------- | ---- |
| Amoco Caspian Sea Petroleum              | 17%  |
| Exxon Azerbaijan Ltd                     | 8%   |
| Lukoil Overseas BVI Ltd                  | 10%  |
| Turkiye Petrollero A.O. (TPAO)           | 6.8% |
| Unocal Khazar Ltd                        | 10%  |
| BP Exploration (Caspian Sea) Limited     | 17%  |
| Den Norske Statsoljeskap a.s.            | 8.6% |
| State Oil Company of Azerbaijan Republic | 10%  |
| Itochu Corporation                       | 3.9% |
| Pennzoil Caspian Corporation             | 4.8% |
| Ramco                                    | 2.1% |
| Delta                                    | 1.7% |

Доля спонсоров в стоимости проекта оценивается в 800 миллионов долларов. Кредиты МФК включали пять кредитов категории А (по одному на каждого заемщика) на общую сумму 100 миллионов долларов США и пять кредитов категории B общей суммой также 100 миллионов долларов США.

## Технические характеристики
В состав комплекса «Чираг 1» входят:
- Нефтяная платформа на 24 слота с оборудованием для закачки воды
- Нефтепровод длиной 176 км и диаметром 610 мм до Сангачальского терминала к югу от Баку.
- Газопровод длиной 46 км и диаметром 410 мм до посёлка Нефтяные Камни.
- Газопровод длиной 12 км и диаметром 460 мм до Центрального Азери
- Платформа сжатия и закачки воды[3]. Прогнозируется, что добыча на этой части месторождения будет осуществляться до 2024 года[4]. Первоначально продукция с месторождения «Чираг» экспортировалась по трубопроводу Баку — Новороссийск. После ввода в эксплуатацию в 1999 году нефтепровода Баку-Супса добыча также стала осуществляться через Грузию[5].

## Западный Чираг
В марте 2009 года KBR получила от BP контракт от имени Азербайджанской международной операционной компании на предоставление услуг по предварительному проектированию и проектированию (FEED), а также услуги по закупкам для буровой платформы «Чираг». Это считается расширением разработки месторождения АЧГ и также известно как нефтяной проект «Чираг». В сентябре 2010 года будет начато строительство стальной опоры для платформы «Западный Чираг». Строительство будет вести Бакинский завод глубоководных оснований имени Гейдара Алиева. Руководство проекта планирует начать добычу на Западном Чираге во втором квартале 2014 года. По предварительным прогнозам, платформа будет добывать 183 000 баррелей в сутки (29 100 м3/сут) и 209 млн см3/сутки и всего 360 миллионов баррелей  нефти при инвестиционной стоимости 6 миллиардов долларов . [9] Газ, добываемый на месторождении Чираг, планируется экспортировать в Европу в 2016 году. 

## Внешние ссылки
- Изображение: Чираг на месторождениях АЧГ